# Carlo Ridolfi (politico)
Il Marchese di Montescudaio Carlo Ridolfi (Firenze, 5 novembre 1858 – Firenze, 18 febbraio 1918) è stato un agronomo, politico e sociologo italiano.

## Biografia
Figlio di Luigi e di Giulia Gentile Farinola, nipote di Cosimo –  uomo politico, agronomo, senatore del Regno d’Italia, fu il fondatore dell’Istituto agrario di Meleto – seguì la tradizione di famiglia dedicandosi alla professione di agronomo. Fu il terzo Ridolfi ad essere eletto in Senato. Ereditò dal padre e dai suoi avi l'amore per la letteratura e per le arti.

### Attività politica
Nel 1885 fu eletto al Consiglio comunale di Firenze dove fu Assessore alla Finanza fino al 1893 riuscendo a far fronte al dissesto delle finanze del comune. Rappresentò il Collegio di Empoli in Parlamento per cinque legislature fino al 1904. Nel 1890 fu eletto deputato dal IV collegio di Firenze per la diciottesima legislatura; rappresentò quello di Empoli fino alla ventunesima; rimanendo in carica sino al 1904. Fu nominato senatore il 26 gennaio 1910. Come il nonno. fu presidente dell'Accademia dei Georgofili dal 1915 al 1918, di cui fu socio corrispondente dal 1885.

### Carriera militare
Fu volontario di cavalleria nei reggimenti Piemonte Reale e Firenze; passò di complemento – il complesso dei militari che serve a completare le unità – nel reggimento Aosta e dal 1890 fu tenente nella milizia mobile.
Nel 1915 ricoprì il ruolo di ufficiale di Stato maggiore presso il Corpo d'armata di Firenze. Con l'inizio della guerra, il suo senso patriottico lo portò a riprendere, con il grado di tenente colonnello di cavalleria, il suo posto nell'esercito, ruolo che fu costretto ad abbandonare per via della malattia a causa della quale morì nel 1918.

### Incarichi in istituzioni scientifiche e culturali
Fu incaricato di rappresentare lo Stato nell'Opera di S. Maria del Fiore e partecipò alla costituzione del museo omonimo. Nel 1903 fu eletto presidente della Scuola di pomologia ed orticoltura alle Cascine. Successivamente divenne presidente della Commissione direttiva della cattedra ambulante di Agricoltura della Provincia di Firenze. Dal 1900 al 1910 diventò sovrintendente dell'Istituto di studi superiori pratici e di perfezionamento di Firenze, ruolo che poi passò al collega senatore e amico Filippo Torrigiani. Fu presidente della Società toscana d'orticoltura; sovrintendente del Regio istituto di studi superiori; e membro del Consiglio direttivo dell'istituto di scienze sociali "Cesare Alfieri" fino alla sua morte, oltre a dirigere la Rassegna di scienze sociali e politiche di cui era anche proprietario.

## Biblioteca e archivio personali
Presumibilmente alla morte di Ridolfi, ma non esistono notizie certe, la famiglia donò alla biblioteca di Empoli una vasta raccolta di libretti teatrali – oggi riordinata – che, assieme al resto della biblioteca personale, circa 250 opere, testimonia la ricchezza e la vivacità degli interessi culturali del suo possessore.
È stato possibile identificare i documenti come appartenenti al fondo grazie al timbro orizzontale a inchiostro "Legato Ridolfi" apposto sulle copertine intorno alla prima metà del Novecento.
Tra il 2000 e il 2001 è stata avviata la procedura identificazione, pulitura e inventariazione dei documenti. Nel 2002 i documenti stati catalogati. Alcune opere sono state esposte in mostra, per poi essere trasferite nella sezione storica della biblioteca.